# أناستاسيا ميشينا
أناستاسيا ميشينا هي متزلجة على الجليد روسية ولدت في 24 أبريل 2001.